# Шаїмське родовище нафти
Шаїмське нафтове родовище — родовище нафти, знаходиться в Кондинському районі Ханти-Мансійського автономного округу, в західній частині Кондинського нафтогазоносного району Приуральської нафтогазоносної області. Відкрито 1960 року, давши перший у Західно-Сибірському нафтогазовому басейні фонтан промислової нафти дебітом 400 тонн на добу. Це ознаменувало початок великої тюменської нафти, що забезпечує дві третини видобутку Росії.